# È arrivato lo sposo
È arrivato lo sposo (Here Comes the Groom) è un film del 1951 diretto da Frank Capra.

## Trama
Dopo la guerra, un giornalista torna dall'Europa con due orfanelli francesi che ha adottato. La sua fidanzata, stanca di aspettarlo, sta per sposare un giovane multimilionario; tuttavia, riconquistata da una serie di stratagemmi, abbandona il futuro marito praticamente sull'altare.

## Riconoscimenti
- Premi Oscar 1952
  - Oscar per la migliore canzone